# Pseudonortonia fischeri
Pseudonortonia fischeri är en stekelart som beskrevs av Giordani Soika 1987. Pseudonortonia fischeri ingår i släktet Pseudonortonia och familjen Eumenidae. Inga underarter finns listade i Catalogue of Life.